# Prohyrax
Il proirace (gen. Prohyrax) è un mammifero erbivoro estinto, appartenente agli iracoidi. Visse nel Miocene inferiore (circa 18-17 milioni di anni fa) e i suoi resti fossili sono stati ritrovati in Africa.

## Descrizione
Questo animale doveva essere piuttosto diverso dalle attuali procavie. In particolare, le dimensioni erano maggiori: la specie più grande, Prohyrax hendeyi, era alta quasi 40 centimetri al garrese (la taglia di una pecora) e la lunghezza era circa il doppio di quella dell'attuale procavia delle rocce (Procavia capensis). Le differenze erano inoltre presenti nello scheletro delle zampe: le ossa lunghe erano molto slanciate (non ricurve come quelle delle procavie attuali) e le articolazioni di polso, gomito, caviglia e ginocchio mostrano che Prohyrax manteneva un'andatura più alta rispetto a quella delle procavie. Il cranio di Prohyrax era piuttosto simile a quello delle forme odierne, ma ne differiva per le orbite chiuse posteriormente da una barra ossea e per la presenza di un diastema molto breve dietro gli incisivi.

## Classificazione
Prohyrax venne descritto per la prima volta nel 1922 da Ernst Stromer, sulla base di fossili ritrovati a Langenthal, in Namibia, in terreni del Miocene inferiore. La specie tipo è Prohyrax tertiarius. Successivamente, sempre in Namibia ma nella località di Arrisdrift, venne rinvenuta un'altra specie, P. hendeyi, più grande di circa il 30% rispetto a P. tertiarius (Pickford, 1995). Un'altra specie (P. bukwaensis) è nota in Uganda. Altri fossili attribuiti a Prohyrax sono stati ritrovati in Kenya.
Prohyrax fa parte di un gruppo di iracoidi estinti noti come Pliohyracidae, particolarmente diffusi in Africa durante il Cenozoico inferiore. La morfologia dentale, così come l'assenza di tacche palatine e della fossa mandibolare esterna, indica che Prohyrax era un membro relativamente basale del gruppo. Altri generi affini sono il gigantesco Parapliohyrax, Pliohyrax e Meroehyrax; quest'ultimo è stato a volte considerato identico a Prohyrax, ma la mancanza di camere mandibolari interne e l'assenza di una fossa linguale in quest'ultimo indica che i due generi erano distinti.

## Paleobiologia
La morfologia degli arti, più lunghi e slanciati di quelli delle procavie attuali, indica che Prohyrax era un animale maggiormente adattato a vivere su un terreno asciutto, e che probabilmente poteva correre in maniera più efficace.